# Laura Palmer
Laura Palmer és el personatge entorn del que gira la trama de la popular sèrie de televisió, Twin Peaks, realitzada per David Lynch i Mark Frost i emesa per primera vegada al canal ABC estatunidenc de 1990 a 1991.
L'èxit de la sèrie, basada en paral·lelismes entre l'oníric i el real, va fer que el personatge que encarnava Sheryl Lee es convertís en un dels més representatius de la dècada en la pantalla petita. La pregunta "Qui va matar a Laura Palmer?" segueix sent un afegitó molt utilitzat.
L'episodi (00) pilot de la sèrie comença el matí del 24 de febrer de 1989, en el qual l'adolescent Laura Palmer apareix morta al costat de la riba del llac Black en la localitat de Twin Peaks embolicada en un plàstic.
El personatge de Laura Palmer va patir nombroses violacions per part de son pare, que finalment també la va assassinar.

## Influències en la música
- Marilyn Manson té una cançó anomenada Wrapped In Plastic, en honor del personatge de Laura Palmer en Twin Peaks. A l'inici del tema, poden escoltar-se els crits de Laura.[5]
- La banda anglesa Bastille té el EP "Laura Palmer" creat el 2011.[6]
- El primer èxit del compositor de música electrònica nord-americana Moby va ser "Go", una cançó progressiva que usava la línia de Laura Palmer en la sèrie televisiva Twin Peaks. La cançó va arribar al top 10 britànic l'octubre de 1991, i li va fer guanyar una aparició a Top of the Pops. El 1993, gràcies a l'ascendent èxit, va ser de gira amb The Prodigy, Orbital i Aphex Twin.[7]
- A Còrdova (Espanya) existeix un grup de música que té per nom Laura Palmer. Fan música indie pop molt melòdica i evocadora.
- A Argentina, durant els primers anys de la dècada dels 90, va existir un grup musical amb un nom inspirat en els personatges de la sèrie Twin Peaks. Es va tractar de Leland Palmer jazz band, inspirat el nom en Leland, el pare de Laura Palmer.
- El grup de Doom Metall Swallow the Sun, inclou la cançó "The Ghost of Laura Palmer" en el seu Àlbum "Ghost of Loss", una cançó esquinçadora i intensa.
- Megabeat és grup valencià de música electrònica de principis dels 90 que té diversos temes dedicats a Laura Palmer, en un LP anomenat Foc camina amb mi (en referència a la pel·lícula que es va fer de la sèrie), amb cançons com a Foc camina amb mi, Twin beats o Sap ja qui va matar a Laura Palmer? inclòs en el seu àlbum Megabeat 5.
- El grup corista que acompanya a la cantant xilena Fakuta en les seves presentacions en viu es denomina "The Laura Palmers"
- La banda de metall alternatiu rus Evil Not Alone té un tema anomenat "Who Killed Laura Palmer?"
- El grup espanyol de Rap "Violadores del Verso" té una cançó en col·laboració amb "Elphomega" anomenada Fuego camina conmigo en referència a la pel·lícula que es va fer de Twin Peaks